# 울며 헤어진 부산항
"울며 헤어진 부산항"은 1963년 공개된 대한민국의 영화이다.

## 배역
- 최무룡
- 김지미
- 최남현
- 최봉